# Autonomía sexual

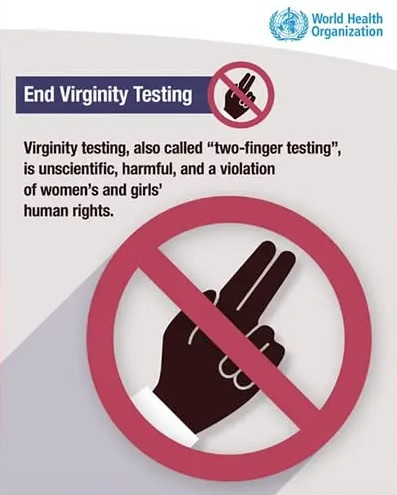
Cartel de la Organización Mundial de la Salud contra las pruebas de virginidad

La autonomía sexual se refiere a la capacidad y derecho de una persona para tomar decisiones libres e informadas sobre su propia sexualidad y actividad sexual, sin coerción, discriminación o violencia. Este concepto abarca el control sobre el propio cuerpo, el consentimiento en las relaciones sexuales, la libertad de orientación sexual y la identidad de género, así como el acceso a la educación sexual y los servicios de salud reproductiva.
Es violentada cuando una persona impide el uso de métodos anticonceptivos a su pareja, cuando un hombre se retira el preservativo sin el consentimiento de su pareja durante el acto sexual (stealthing), cuando una persona es obligada a tener o permanecer en una relación sexual no deseada a cambio de alimento o techo, cuando una persona no puede expresar su sexualidad sin ser atacada o violentada, cuando a una persona se le priva de la libertada de decidir con quien tener relaciones sexuales o se le niega integridad corporal. La violación de esta puede causar daños a la salud mental y física de un individuo.

## Aspectos legales
Según la OMS y la ONU, la autonomía sexual forma parte de los derechos sexuales y reproductivos de todo individuo, los cuales encuentran su base en derechos humanos como el derecho a la vida, integridad, salud, autonomía, dignidad, información, igualdad y a la no discriminación. 
La expresión derechos sexuales y reproductivos se refiere al derecho de todas las personas, independientemente de su edad, identidad de género, orientación sexual u otras características, a tomar decisiones sobre su propia sexualidad y reproducción. La vivencia de la sexualidad es una parte propia de cada individuo, por lo que es fundamental tener condiciones que permitan conocerla, disfrutarla y ejercerla con libertad y placer. Los derechos sexuales y reproductivos buscan garantizar estas condiciones.
Algunas de las acciones que vulneran la autonomía sexual, como los casos de violación sexual, son tipificados como delitos y son castigados por la ley a nivel mundial. Otras formas de violencia persisten a través de normas, prácticas e incluso leyes, la mayoría de las cuales son producto de profundas desigualdades de género.
Un ejemplo de las formas en que las sociedades justifican las vulneraciones de la autonomía sexual pueden ser:
- Pruebas de virginidad y exámenes anales (rectales) forzados.
- Esterilización forzada.
- Uso forzado de métodos anticonceptivos.
- Violencia homofóbica y transfóbica.
- Matrimonio forzado e infantil.
- Mutilación genital femenina.
- Asesinatos por “honor”.
- Violencia sexual en las relaciones de pareja.
- Leyes que obligan a casarse con el violador.
  - Leyes que dictan que un hombre, al casarse con una mujer de la cual abusó, puede vivir sin penas.
- Coacción reproductiva.
- Negación de la educación sexual integral.

El indicador 5.6.2 de los Objetivos de Desarrollo Sostenible (ODS), medido en el año 2021, verifica que las leyes y regulaciones aseguren que hombres y mujeres tengan el mismo acceso a servicios de salud sexual y reproductiva, así como a información y educación sobre estos temas. Esto abarca lo siguiente:
- Atención materna: el 71% de los países han implementado leyes que garantizan el acceso general a la salud materna. Estas leyes cubren varios aspectos importantes, tales como atención materna, productos básicos de supervivencia, situación jurídica del aborto y atención posterior a este. Esta información se basa en los informes completos presentados por 79 países.

- Anticoncepción y planificación familiar: el 75% de los países cuentan con leyes que promueven un acceso completo y equitativo a los anticonceptivos. Estas leyes abordan aspectos como la disponibilidad de anticonceptivos, el consentimiento necesario para acceder a servicios relacionados con la anticoncepción, y la accesibilidad a anticonceptivos de emergencia. Este dato se basa en informes completos presentados por 104 países.
- Educación sexual integral e información en la materia: el 56% de los países cuentan con leyes que aseguran el acceso general a la salud. Estas leyes pueden abarcar aspectos como la legislación sobre educación sexual integral y la inclusión de esta educación en los planes de estudios escolares. Este dato se basa en informes completos presentados por 98 países.
- Salud y bienestar sexuales: el 80% de los países cuentan con leyes que promueven la educación sexual y el bienestar. Estas leyes pueden incluir disposiciones relacionadas con el asesoramiento y diagnóstico del virus de inmunodeficiencia humana (VIH) y sida, el tratamiento y atención del VIH, la confidencialidad del estado de salud de las personas que viven con el VIH, así como la disponibilidad de la vacuna del virus del papiloma humano (VPH). Este dato se basa en informes completos presentados por 101 países.[2]

## Activismo
Existen limitaciones para que las personas (en la mayoría mujeres) practiquen su autonomía sexual, mucho de esto por políticas conservadoras y tradiciones represivas, las cuales se siguen fomentando.
Uno de los principales movimientos sociales que advocan por la autonomía sexual son los feminismos, ya que estos buscan apoyar el derecho humano a tener control respecto a la sexualidad, salud sexual, reproductiva, así como la decisión libre y responsable de esta, sin que exista discriminación, violencia o coerción.

## Medición de la autonomía sexual
Medir la autonomía sexual es crucial por varias razones, principalmente permite determinar si las personas (especialmente mujeres y niñas) tienen el poder de tomar decisiones sobre sus cuerpos y vidas sexuales, también permite identificar las desigualdades de género en cuanto a la capacidad para la toma de decisiones o distinción de las barreras que impiden la autonomía, incluso puede ayudar a desarrollar políticas y programas que protejan y promuevan los derechos sexuales.
La comunidad internacional ha acordado monitorear dos indicadores dentro del marco de los ODS, los cuales evalúan la toma de decisiones y las leyes relacionadas con la atención de salud reproductiva y la información al respecto. Estos indicadores representan apenas un primer paso.
El indicador 5.6.1 de los ODS examina tres preguntas dirigidas a mujeres:
- ¿Quién suele decidir sobre la atención de su salud?
- ¿Quién suele decidir si debe o no utilizar anticonceptivos?
- ¿Puede decirle que no a su marido o pareja si no desea mantener relaciones sexuales?

Sólo las mujeres que toman sus propias decisiones en estos tres ámbitos se consideran autónomas en cuanto a su salud reproductiva para ejercer sus derechos.
Estos datos están disponibles en aproximadamente uno de cada cuatro países, pero mostraron un panorama preocupante en el año 2021: solo el 55% de las mujeres y niñas a nivel mundial pueden tomar sus propias decisiones en las tres dimensiones mencionadas.

## El preservativo femenino
El uso del preservativo femenino le brinda control y protección contra infecciones de transmisión sexual y embarazos no deseados a quienes lo usan, independientemente de la voluntad de su pareja o parejas.
Hay un consenso general en que las condiciones para promover, implementar y aumentar el uso de estos métodos no están totalmente establecidos, tanto desde el Estado y el personal de salud, como desde los grupos de población que podrían beneficiarse de su uso. No obstante, se cree que las campañas educativas podrían cambiar gradualmente esta situación, ofreciendo a la población, tanto femenina como masculina, una herramienta adicional y mayor autonomía en el cuidado sexual y reproductivo. 
Según una investigación publicada por la revista El Banquete de los Dioses (2017), la mayoría de las entrevistadas consideran que el preservativo femenino otorga una mayor autonomía a la mujer al permitirle tomar la decisión de protegerse a sí misma, aliviando la responsabilidad del varón y evitando situaciones incómodas en las que este último no esté dispuesto a utilizar un método de protección.

## Embarazos planificados
Las personas se encuentran expuestas ante el riesgo de embarazos involuntarios debido a diversas razones, como violencia por parte de las parejas sexuales, la falta de acuerdos previos en materia anticonceptiva y la imposición masculina de no usar preservativo. Estas prácticas, junto con la promoción de comportamientos centrados en el placer masculino y la falta de poder para negociar efectivamente la anticoncepción, reflejan los límites de la autonomía sexual de las mujeres. 
Algunas autoras destacan la desigualdad en las relaciones heterosexuales, aunque su enfoque en la hegemonía heterosexual puede omitir las diferencias de clase, origen étnico-racial y edad, así como la diversidad de experiencias de las mujeres. Además, pasan por alto que no todos los embarazos involuntarios son resultado de la violencia, y que la limitación del poder de negociación de las mujeres no siempre equivale a sexo forzado. 
Por otro lado, otras examinan el tema del aborto como un acto de desobediencia a los mandatos patriarcales, resaltando que no todas las interrupciones del embarazo son consecuencia de violencia, sino que también pueden ser ejercicios de autonomía y reafirmación de los proyectos vitales de las mujeres.